# Apostolska veroizpoved
Glej tudi splošni članek Veroizpoved
Apostolska veroizpoved ali apostolska vera je krščanska
molitev izpovedi vere.
Apostolsko veroizpoved molijo zlasti verniki v Rimskokatoliški 
Cerkvi in v nekaterih protestantskih Cerkvah. 
V pravoslavju ta oblika izpovedi vere ni v navadi, čeprav pravoslavni kristjani v ničemer ne nasprotujejo vsebini te molitve. 
Legenda pravi, da so to molitev sestavili apostoli na binkoštni dan (deset dni po Jezusovem vnebohodu) - Sveti Duh naj bi navdihnil apostole tako, da je vsak prispeval eno od dvanajstih vrstic molitve. Besedilo današnje molitve je nastajalo postopno, najstarejši zapis je iz začetka 8. stoletja.
V resnici se je ta molitev verjetno izoblikovala ob koncu prvega ali v začetku 2. stoletja po Kristusu. V prvih stoletjih krščanstva so morali kandidati za 
prejem krsta (tako imenovani katehumeni) znati izpovedati vero s posebno molitvijo, ki pa je bila tako sveta, da je niso nikoli zapisali, zato ne obstajajo o njej nikakršni pisni viri. V zahodni Cerkvi velja domneva, da so morali izpovedati apostolsko veroizpoved. 
Na ekumenskem koncilu v Nikeji in Carigradu (v 4. stoletju) je bila sprejeta nicejsko-carigrajska veroizpoved, ki je na vzhodu 
popolnoma prevladala, na zahodu pa se uporabljata do današnih dni obe obliki izpovedi vere. 

## Besedilo
| Standardna latinska oblika Credo in Deum Patrem omnipoténtem, Creatórem cæli et terræ. Et in Iesum Christum, Fílium Eius únicum, Dóminum nóstrum, qui conceptus est de Spíritu Sancto, natus ex Maria Vírgine, passus sub Póntio Piláto, crucifixus, mortuus, et sepultus, descendit ad ínferos, tértia die resurrexit a mórtuis, ascendit ad cælos, sedet ad déxteram Dei Patris omnipotentis, inde venturus est iudicare vivos et mórtuos. Credo in Spíritum Sanctum, sanctam Ecclesiam cathólicam, sanctorum communionem, remissionem peccatorum, carnis resurrectionem, vitam æternam. Amen. | Slovenski prevod Verujem v Boga Očeta vsemogočnega, stvarnika nebes in zemlje. In v Jezusa Kristusa, Sina njegovega edinega, Gospoda našega; ki je bil spočet od Svetega Duha, rojen iz Marije Device; trpel pod Poncijem Pilatom, križan bil, umrl in bil v grob položen; šel pred pekel, tretji dan od mrtvih vstal; šel v nebesa; sedi na desnici Boga Očeta vsemogočnega; od ondod bo prišel sodit žive in mrtve. Verujem v Svetega Duha; sveto katoliško Cerkev, občestvo svetnikov; odpuščanje grehov; vstajenje mesa in večno življenje. Amen. |

## V slovenskih narečjih in pokrajinskih jezikih
| Prekmurščina Apoštolsko verevadlüvanje Jas verjem v ednom Bogi, Oči vsamogočem, Stvoriteli nébe i zemle. I vu Jezuši Kristuši, Sini njegovom jedinom, Gospodi našem. Ki se je poprijao od Düha Svétoga, porodo se od Device Marije. Moko je trpo pod Ponciuš Pilátušom. Raspét je, vmro je i pokopan je. Stopo je doli na pekle, na trétji dén je od mrtvih goristano. Stopo je v nebésa, sedi na desnici Bogá Očé vsamogočega. Odnet pride sodit žive i mrtve. Verjem vu svétom Dühi. Svéto krščansko katoličansko Mater Cérkev. Svécov občinstvo. Grehov odpüščanje. Tela goristanenje i žitek vekivečni. Amen. Molitvena Kniga, Zalozso Zvér János kniga v muraszombati; Trétja izdaja, ODOBRENA OD CÉRKVENE OBLÁSZTI, 1942. |